# Apelsinovyj sok
Apelsinovyj sok (russisk: Апельсиновый сок) er en russisk spillefilm fra 2010 af Andrej Prosjkin.

## Medvirkende
- Ingeborga Dapkunaite som Dasja
- Mikhail Kozakov
- Lada Maris som Marina Lanskaja
- Andrej Panin som Stewen
- Aleksandra Skachkova